# Leichtathletik-Europameisterschaften 1971/Fünfkampf der Frauen

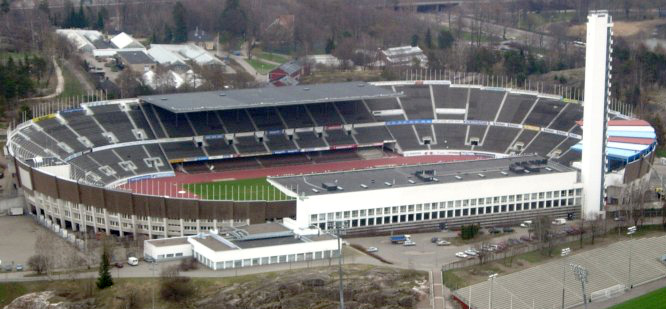
Das Olympiastadion von Helsinki im Jahr 2005

Der Fünfkampf der Frauen bei den Leichtathletik-Europameisterschaften 1971 wurde am 13. und 14. August 1971 im Olympiastadion von Helsinki ausgetragen.
Für die DDR gab es in diesem Wettbewerb mit Silber und Bronze zwei Medaillen. Europameisterin wurde die bundesdeutsche Athletin Heide Rosendahl, die am selben Tag Bronze im Weitsprung und am Schlusstag Gold mit ihrer  4-mal-100-Meter-Staffel gewann. Den zweiten Platz belegte die Weltrekordinhaberin Burglinde Pollak. Bronze ging an Margrit Olfert, frühere Margrit Herbst.

## Rekorde

### Bestehende Rekorde
|                      | 1969er Wertung | 1985er Wertung | Name             | Ort, Land                       | Datum                  |
| -------------------- | -------------- | -------------- | ---------------- | ------------------------------- | ---------------------- |
| Weltrekord           | 5406 P         | 4777 P         | Burglinde Pollak | Erfurt, DDR (heute Deutschland) | 5./6. September 1970   |
| Europarekord         | 5406 P         | 4777 P         | Burglinde Pollak | Erfurt, DDR (heute Deutschland) | 5./6. September 1970   |
| Meisterschaftsrekord | 5030 P         | 4419 P         | Liese Prokop     | EM Athen, Griechenland          | 17./18. September 1969 |

### Rekordverbesserung
Im Wettkampf am 17./18. September wurde der bestehende EM-Rekord verbessert und darüber hinaus gab es zwei neue Landesrekorde.
- Meisterschaftsrekord:
  - 5299 P (1969er Wertung) / 4675 P (1985er Wertung) – Heide Rosendahl, BR Deutschland
- Landesrekorde:
  - 4926 P (1969er Wertung) / 4330 P (1985er Wertung) – Odette Ducas, Frankreich
  - 4798 P (1969er Wertung) / 4209 P (1985er Wertung) – Đurđa Fočić, Jugoslawien

## Durchführung
Die fünf Disziplinen des Fünfkampfs fanden auf zwei Tage verteilt statt.
| Zeitplan              | Zeitplan              | Zeitplan              | Zeitplan              |
| Tag 1 – 17. September | Tag 1 – 17. September | Tag 2 – 18. September | Tag 2 – 18. September |
| --------------------- | --------------------- | --------------------- | --------------------- |
| 100 m Hürden          | 11.00 Uhr             | Weitsprung            | 12.30 Uhr             |
| Kugelstoßen           | 12.00 Uhr             | 200 m                 | 17.40 Uhr             |
| Hochsprung            | 18.30 Uhr             |                       |                       |

Gewertet wurde nach einer ab 1969 gültigen Punktetabelle.
Zur Orientierung und Einordnung der Leistungen sind zum Vergleich die nach heutigem Wertungssystem von 1985 für den Siebenkampf erreichten Punktzahlen mitaufgeführt. Danach hätte es an zwei Stellen andere Platzierungen gegeben:
- Die elftplatzierte Miep van Beek und die zwölftplatzierte Miroslava Březíková hätten ihre Ränge tauschen müssen.
- Denselben Tausch hätte es gegeben für Jitka Birnbaumová auf Platz vierzehn und Kathrin Lardi auf Rang fünfzehn.

Aber diese Vergleiche sind nur Anhaltswerte, denn als Grundlage müssen die jeweils unterschiedlichen Maßstäbe der Zeit gelten.

## Ergebnis

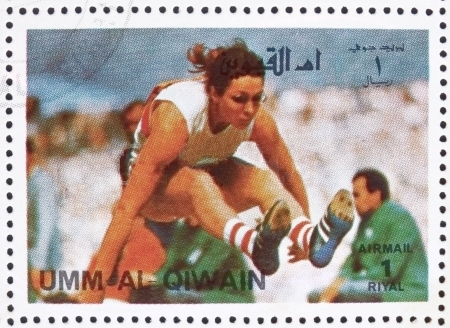
Nach Bronze im Weitsprung gewann Heide Rosendahl am selben Tag Gold im Fünfkampf und am Schlusstag Gold mit ihrer Sprintstaffel

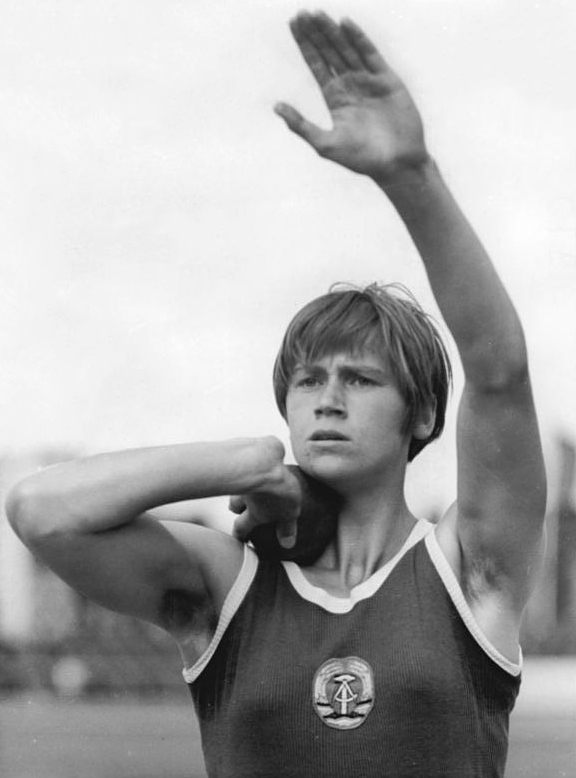
Die Weltrekordlerin Burglinde Pollak wurde Vizeeuropameisterin

13./14. August 1971
| Platz | Name                  | Nation           | Punkte offiz. Wertung | Punkte 1985er Wertung |  | 100 m Hürden | Kugel- stoßen | Hoch- sprung |  | Stand n. Tag 1 (P) |  | Weit- sprung | 200 m   |
| 1     | Heide Rosendahl       | BR Deutschland   | 5299 CR               | 4675                  |  | 13,52 s      | 13,70 m       | 1,68 m       |  | 3111               |  | 6,69 m       | 23,80 s |
| 2     | Burglinde Pollak      | DDR              | 5275                  | 4638                  |  | 13,34 s      | 16,11 m       | 1,64 m       |  | 3247               |  | 6,10 m       | 24,11 s |
| 3     | Margrit Olfert        | DDR              | 5179                  | 4570                  |  | 13,96 s      | 13,56 m       | 1,64 m       |  | 3072               |  | 6,50 m       | 24,17 s |
| 4     | Karen Mack            | BR Deutschland   | 5052                  | 4443                  |  | 13,91 s      | 12,78 m       | 1,74 m       |  | 3054               |  | 6,01 m       | 24,22 s |
| 5     | Walentina Tichomirowa | Sowjetunion      | 4986                  | 4375                  |  | 14,04 s      | 13,84 m       | 1,64 m       |  | 3007               |  | 6,34 m       | 25,19 s |
| 6     | Odette Ducas          | Frankreich       | 4926 NR               | 4330                  |  | 14,53 s      | 12,53 m       | 1,66 m       |  |                    |  | 6,50 m       | 24,75 s |
| 7     | Tatjana Kondraschowa  | Sowjetunion      | 4887                  | 4289                  |  | 13,77 s      | 12,70 m       | 1,62 m       |  |                    |  | 5,93 m       | 24,21 s |
| 8     | Margit Papp           | Ungarn           | 4833                  | 4244                  |  | 14,71 s      | 13,36 m       | 1,76 m       |  |                    |  | 6,10 m       | 26,26 s |
| 9     | Đurđa Fočić           | Jugoslawien      | 4798 NR               | 4209                  |  | 13,97 s      | 11,36 m       | 1,70 m       |  |                    |  | 6,00 m       | 25,32 s |
| 10    | Margot Eppinger       | BR Deutschland   | 4786                  | 4288                  |  | 14,24 s      | 12,11 m       | 1,60 m       |  |                    |  | 6,14 m       | 24,90 s |
| 11    | Miep van Beek         | Niederlande      | 4755                  | 4157                  |  | 14,02 s      | 12,23 m       | 1,66 m       |  |                    |  | 5,73 m       | 25,31 s |
| 12    | Miroslava Březíková   | Tschechoslowakei | 4754                  | 4162                  |  | 14,73 s      | 11,76 m       | 1,70 m       |  |                    |  | 6,18 m       | 25,24 s |
| 13    | Mieke Sterk           | Niederlande      | 4752                  | 4155                  |  | 14,73 s      | 11,19 m       | 1,64 m       |  |                    |  | 5,80 m       | 24,84 s |
| 14    | Jitka Birnbaumová     | Tschechoslowakei | 4702                  | 4101                  |  | 14,12 s      | 12,79 m       | 1,50 m       |  |                    |  | 5,95 m       | 24,82 s |
| 15    | Kathrin Lardi         | Schweiz          | 4693                  | 4111                  |  | 14,67 s      | 11,73 m       | 1,72 m       |  | 2856               |  | 5,79 m       | 25,72 s |
| 16    | Roswitha Emonts-Gast  | Belgien          | 4578                  | 4005                  |  | 14,46 s      | 11,73 m       | 1,72 m       |  |                    |  | 6,75 m       | 26,67 s |
| 17    | Florence Picaut       | Frankreich       | 4541                  | 3967                  |  | 14,76 s      | 11,61 m       | 1,66 m       |  |                    |  | 5,88 m       | 26,52 s |
| 18    | Dorit Würger          | Österreich       | 4506                  | 3931                  |  | 14,79 s      | 11,61 m       | 1,64 m       |  |                    |  | 5,72 m       | 26,22 s |
| 19    | Hannele Harju         | Finnland         | 4279                  | 3721                  |  | 15,20 s      | 11,61 m       | 1,52 m       |  |                    |  | 6,11 m       | 25,88 s |
| 20    | Monique Bantegny      | Frankreich       | 3575                  | 3082                  |  | 14,76 s      | 11,61 m       | 1,62 m       |  |                    |  | NM           | 25,83 s |
| DNF   | Monika Peikert        | DDR              |                       | 3358                  |  | 14,20 s      | 13,91 m       | 1,72 m       |  | 3064               |  | 5,64 m       | DNS     |
| DNF   | Nedjalka Angelowa     | Bulgarien        |                       | 2413                  |  | 14,25 s      | 13,46 m       | 1,58 m       |  |                    |  | DNS          |         |

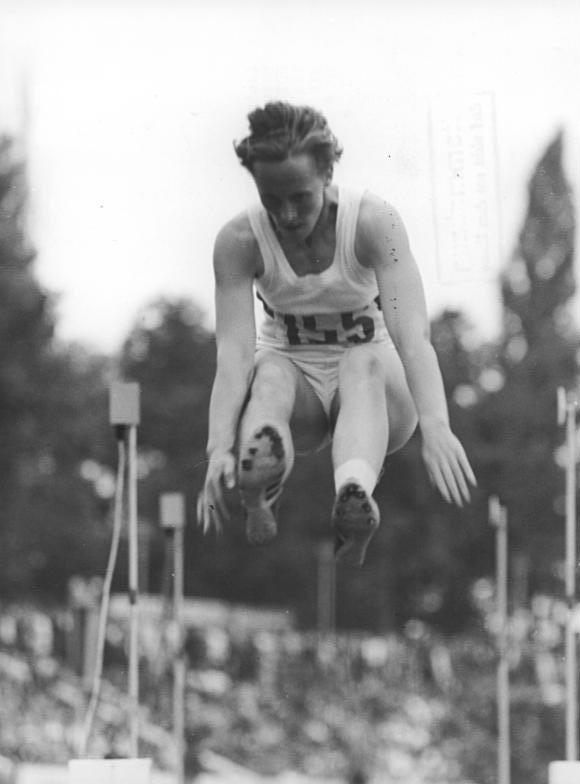
Bronzemedaillengewinnerin Margrit Olfert – im Weitsprung auf Platz neun
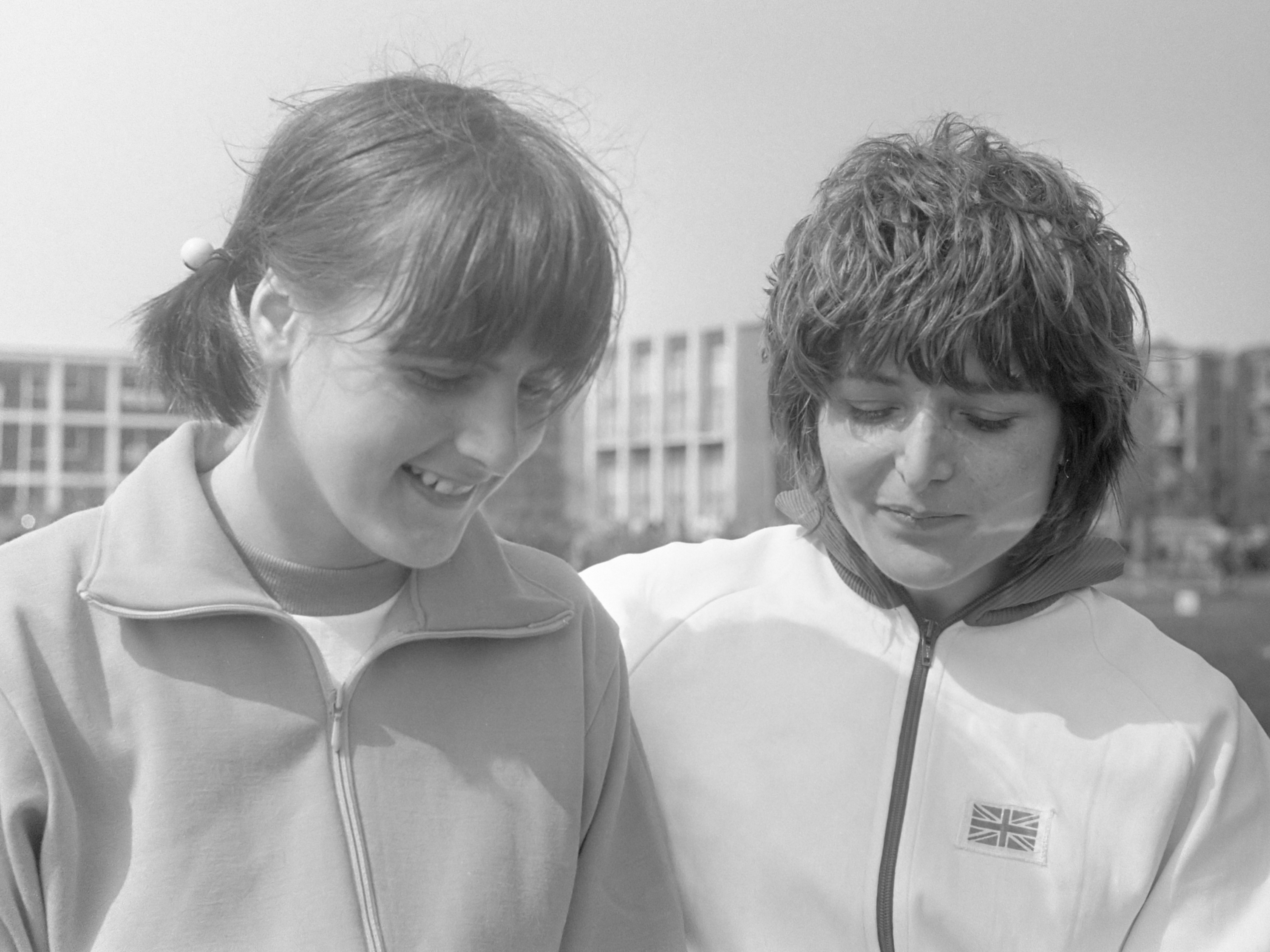
Miep van Beek (links) belegte Rang elf
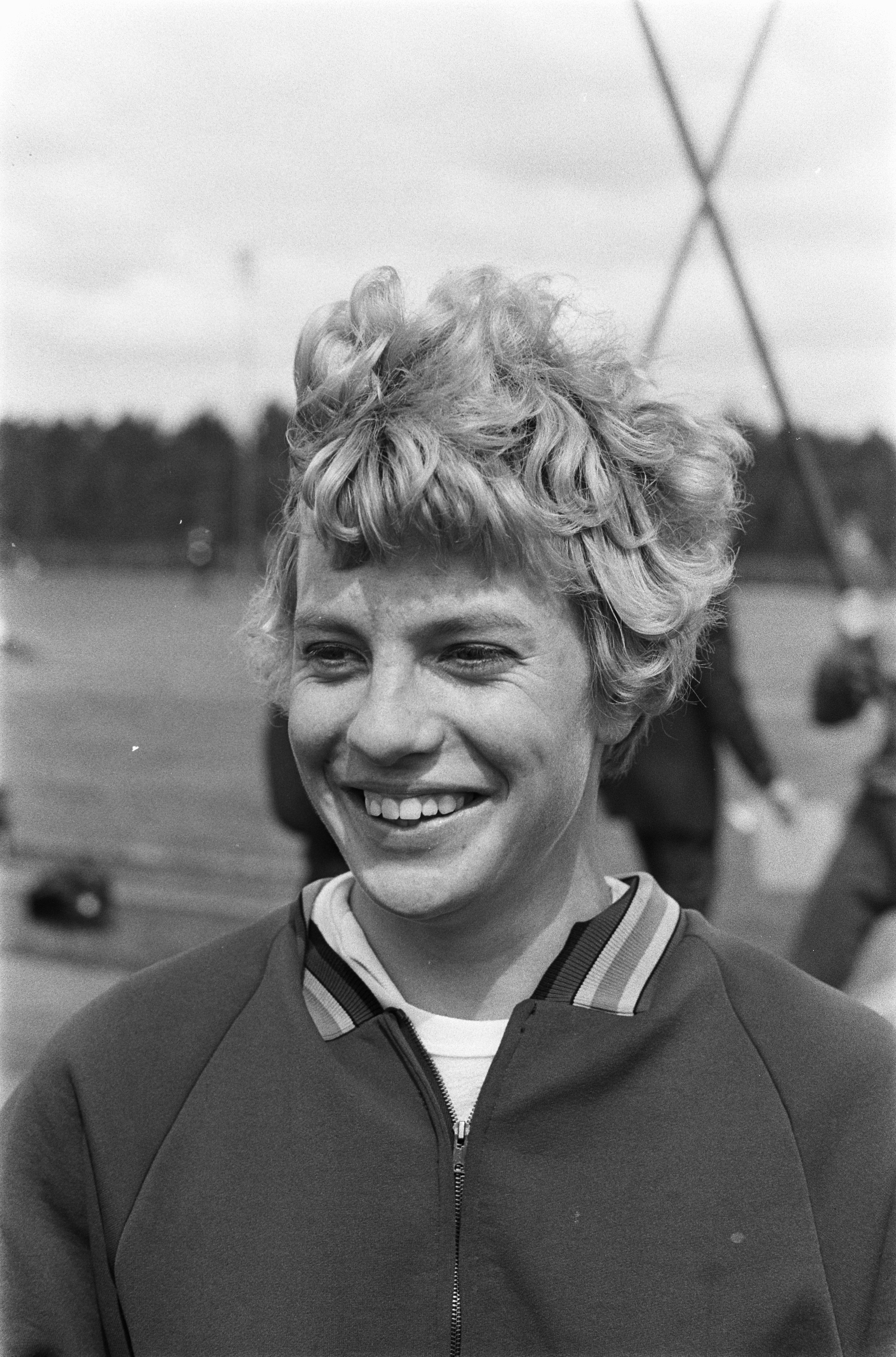
Mieke Sterk kam auf den dreizehnten Platz
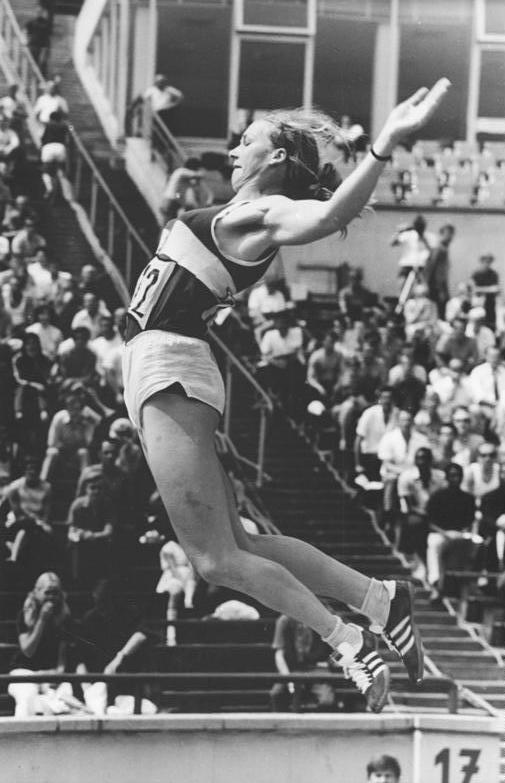
Monika Peikert konnte zur letzten Disziplin, dem 200-Meter-Lauf, nicht mehr antreten

## Video
- EUROPEI DI HELSINKI 1971 PENTATHLON ROSENDAHL (200 RALENTI), youtube.com, abgerufen am 31. Juli 2022